# بابریچ
بابریچ (به هلندی: Babberich) یک منطقهٔ مسکونی در هلند است که در زیفنار واقع شده‌است. بابریچ ۱۰٫۲۱ کیلومتر مربع مساحت و ۲٬۲۶۰ نفر جمعیت دارد.